# Vinylon

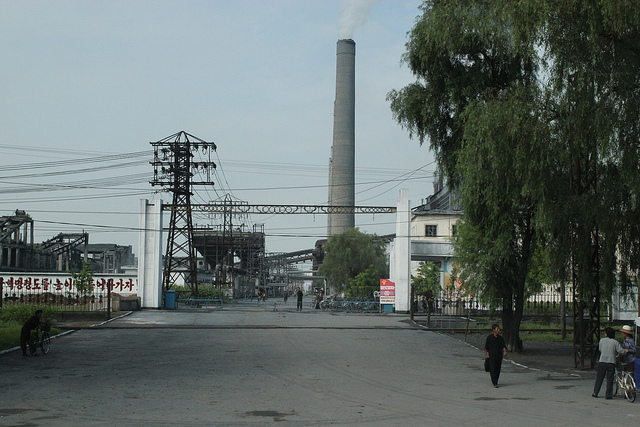
Ingång till vinylon-fabriken i Hungnam.

Vinylon, även vinalon, är en syntetfiber som produceras ur polyvinylalkohol med hjälp av antracit och kalksten.
Vinylon utvecklades först 1939 av Ichiro Sakurada, Ri Sung Gi, och H. Kawakami, men massproduktion av fibern fördröjdes på grund av andra världskriget. Fibern producerades inte i någon större omfattning förrän Ri hoppade av till Nordkorea 1950. Försöksproduktion inleddes 1954 och 1961 invigdes det stora "8 februari"-vinylonkomplexet i Hungnam. Produktionen av fibern underlättas av att Nordkorea är rikt på råvarorna antracit och kalksten.
Framgångarna med att producera syntetfibern och dess breda användning brukar ofta pekas ut som ett exempel på juche-filosofins framgångar. Vinylon, kallas ofta för "juche-fibern" och har blivit nationalfiber i Nordkoreas textilindustri och används mer än andra fibrer som bomull och nylon..
Vinylon är värmebeständig, men har en rad nackdelar, fibern är stel, obekväm, glansig, krymper lätt och är svår att färga.

## Källa
1. ↑  Patent no. 147,958, February 20, 1941, Ichiro Sakurada, Yi Sung-ki [Lee. S. or Ri. Sung．Gi. and Hiroshi Kawakami, issued to Institute of Japan Chemical Fiber.
2. ↑  ”Can North Korea sustain industrial growth?”. The Korea Herald. 18 augusti 2010. Arkiverad från originalet den 23 juli 2012. https://web.archive.org/web/20120723201242/http://www.koreaherald.com/specialreport/Detail.jsp?newsMLId=20100818000677. Läst 11 augusti 2012.
3. ↑  Robinson, Michael E. (2007). Korea's Twentieth-Century Odyssey. Hawaii: University of Hawaii Press. sid. 158–161. ISBN 9780824831745
4. ↑  ”'Vinalon', the North's proud invention”. Federation of American Scientists. http://www.fas.org/nuke/guide/dprk/facility/industry38.htm. Läst 11 augusti 2012.

- Hoare, James. (2012) (på engelska). Historical dictionary of the Democratic People's Republic of Korea. Historical dictionaries of Asia, Oceania, and the Middle East. Lanham, Md.: Scarecrow Press. Libris 13892717. ISBN 978-0-8108-6151-0